# Lex Petronia
Lex Petronia – rzymska ustawa z I wieku n.e., być może uchwalona w 61 na wniosek konsula Publiusza Petroniusza Turpilianusa. Ograniczała prawo właściciela niewolnika do oddania go na pożarcie zwierząt bez zezwolenia władz.